# Абаканський хребет
53°48′00″ пн. ш. 89°16′00″ сх. д. / 53.8° пн. ш. 89.26666667° сх. д.
Абака́нський хребе́т — гірський хребет в республіці Хакасія (Росія), південне продовження Кузнецького Алатау. Частина гірської системи Алтаю, є вододілом річок Абакан (басейн Єнісею) та Том (басейн Обі).
Довжина хребта становить приблизно 300 км, висота до 1984 м. Простягається від Телецького озера на північному сході до витоків річки Том, де з'єднується з Кузнецьким Алатау.
Схили пологі, вершини куполоподібної форми. В геологічному відношенні хребет складений метаморфічними та вулканічними породами. Переважають розчленовані середньогірські масиви. Є родовища залізної руди.
Схили вкриті темнохвойною тайгою та гірською тундрою.